# Futbol'nyj Klub Neftechimik
Il Futbol'nyj Klub Neftechimik (in russo Футбольный Клуб Нефтехимик?) è una società di calcio con sede a Nižnekamsk, in Russia. Milita nella Pervaja Liga, la seconda divisione del campionato russo di calcio.

## Storia
La squadra fu fondata nel 1991 sulle ceneri di una squadra dilettantistica nata negli anni sessanta. Nel 1993, dopo i primi anni nelle serie minori, il Neftechimik riuscì ad ottenere la promozione dalla Pervenstvo Professional'noj Futbol'noj Ligi alla Pervaja Liga (seconda serie), campionato in cui giocò dal 1994 al 1998, anno in cui arrivò diciassettesimo e fu sconfitto dal Torpedo-ZIL nello spareggio promozione-retrocessione.
Nel 2000 la squadra ottenne una nuova promozione e dal 2001 al 2004 giocò in Pervyj divizion (nuovo nome della seconda serie). Dopo la retrocessione del 2004 la società ha dovuto attendere fino al 2012 per tornare in seconda serie. Nella stagione 2012-2013 si è piazzata settima.

## Palmarès
- Vtoroj divizion: 5

1992 (Girone 5), 2000 (Girone Urali), 2011-2012 (Girone Urali-Volga), 2015-2016 (Girone Urali-Volga), 2018-2019 (Girone Urali-Volga)

## Organico

### Rosa 2019-2020
Rosa e numerazione aggiornate al 5 gennaio 2020.
| N. |                       | Ruolo | Calciatore         |
| -- | --------------------- | ----- | ------------------ |
| 4  | Russia (bandiera)     | D     | Andrey Semenov     |
| 5  | Russia (bandiera)     | D     | Lev Potapov        |
| 7  | Russia (bandiera)     | C     | Pavel Shadrin      |
| 9  | Russia (bandiera)     | A     | Anton Terechov     |
| 10 | Russia (bandiera)     | A     | Merabi Uridia      |
| 11 | Uzbekistan (bandiera) | C     | Bobir Davlatov     |
| 12 | Russia (bandiera)     | D     | Maksim Shiryayev   |
| 13 | Russia (bandiera)     | C     | David Khubayev     |
| 17 | Russia (bandiera)     | C     | Mikhail Kanayev    |
| 18 | Russia (bandiera)     | P     | Vyacheslav Isupov  |
| 19 | Russia (bandiera)     | A     | Dmitri Michurenkov |

| N. |                       | Ruolo | Calciatore         |
| -- | --------------------- | ----- | ------------------ |
| 20 | Uzbekistan (bandiera) | D     | Vagiz Galiulin     |
| 21 | Russia (bandiera)     | D     | Denis Kajkov       |
| 22 | Russia (bandiera)     | D     | Marat Sitdikov     |
| 23 | Russia (bandiera)     | P     | Anatoli Malashenko |
| 24 | Russia (bandiera)     | C     | Mikhail Solovjev   |
| 25 | Russia (bandiera)     | C     | Denis Makarov      |
| 27 | Russia (bandiera)     | P     | Andrey Golubev     |
| 33 | Russia (bandiera)     | D     | Rail Abdullin      |
| 77 | Russia (bandiera)     | D     | Igor Kutergin      |
| 88 | Russia (bandiera)     | C     | Andrei Kireyev     |
| 95 | Russia (bandiera)     | C     | Ilya Petrov        |